# Daisy Lang
Daisy Lang (* 4. April 1972 in Sofia als Dessislawa Kirowa, bulgarisch Десислава Кирова) ist eine ehemalige bulgarische Boxerin und Kampfsportlerin, die von Uwe Gremmer entdeckt wurde. Zusätzlich zu ihrer Kampfsportkarriere hat Daisy Lang auch bei einigen Filmen als Schauspielerin mitgewirkt.

## Erfolge
- 1992 wurde sie Europameisterin in Taekwondo, 1995 Weltmeisterin in Karate und Kickboxen.
- Am 3. Oktober 1998 wurde sie Box-Europameisterin im Bantamgewicht in Augsburg.
- Am 17. Juli 1999 wurde sie WIBF-Weltmeisterin im Junior-Bantamgewicht in Düsseldorf
- Am 14. September 2002 wurde sie Global-Boxing-Union-Weltmeisterin im Bantamgewicht in Braunschweig
- Am 12. Mai 2003 wurde sie GBU-Weltmeisterin im Superbantamgewicht in Stuttgart.

## Filmografie
- 2002: Commando Deep Sea (Frogmen Operation Stormbringer)
- 2006: Undisputed 2
- 2007: Bloodfighter of the Underworld
- 2007: Missionary Man
- 2012: Tim Sander goes to Hollywood